# Diplonevra truncatiseta
Diplonevra truncatiseta är en tvåvingeart som beskrevs av Corona och Brown 2005. Diplonevra truncatiseta ingår i släktet Diplonevra och familjen puckelflugor.
Artens utbredningsområde är Costa Rica. Inga underarter finns listade i Catalogue of Life.